# Гаджиев, Гитинамагомед
Гитинамагомед Гаджиев (азерб. Gitinamagomed Hacıyev; род. 1 ноября 1994, Махачкала) — азербайджанский и российский борец вольного стиля.

## Спортивная карьера
Является воспитанником махачкалинской спортивной школы имени Гамида Гамидова. 
В декабре 2015 года стал чемпионом Азербайджана, одолев в финале Руслана Ахмедова. В  январе 2017 года стал серебряным призёром чемпионата Азербайджана. 
В мае 2019 года в финале турнира имени Али Алиева в Каспийске проиграл Разамбеку Жамалову. В октябре 2019 года стал бронзовым призёром Межконтинентального Кубка в Хасавюрте. В ноябре 2020 года принимал участие в Гран-При Москвы, где занял 3 место.

## Спортивные результаты на международных соревнованиях
- Чемпионат Азербайджана по вольной борьбе 2015 — ;
- Чемпионат Европы по борьбе 2016 — 11;
- Чемпионат мира по борьбе 2016 — 24;
- Чемпионат Азербайджана по вольной борьбе 2017 — ;
- Чемпионат Европы по борьбе 2017 — 5;
- Межконтинентальный Кубок 2017 — 11;
- Межконтинентальный Кубок 2018 —